# Aceria anceps
Aceria anceps är en spindeldjursart som först beskrevs av Alfred Nalepa 1892.  Aceria anceps ingår i släktet Aceria, och familjen Eriophyidae. Arten är reproducerande i Sverige.